# Nallachius parkeri
Nallachius parkeri is een insect uit de familie van de Dilaridae, die tot de orde netvleugeligen (Neuroptera) behoort. 
Nallachius parkeri is voor het eerst wetenschappelijk beschreven door Penny in 1994.